# SJK Seinäjoki
Maillots
Le Seinäjoen Jalkapallokerho ou SJK Seinäjoki est un club finlandais de football basé à Seinäjoki. Il évolue actuellement en première division finlandaise.

## Historique
Le club est formé en 2007 par la fusion des équipes premières des deux clubs de la ville, TP-Seinäjoki (fondé en 1955 sous le nom de Törnävän Pallo-55) et Sepsi-78 (fondé en 1930 sous le nom de SePS), qui conservent chacune leurs équipes de jeunes.
Le SJK remporte la 3e division finlandaise en 2011 puis la D2 en 2013, accédant ainsi à la première division.
En 2015, après seulement deux saisons dans l'élite, le SJK est sacré champion de Finlande.

## Bilan sportif

### Palmarès
| Compétitions nationales | Compétitions internationales                                                            |
| - Championnat de Finlande (1) : - Champion : 2015. - Vice-champion : 2014. - Championnat de Finlande de deuxième division (1) : - Champion : 2013. - Vice-champion : 2012. - Championnat de Finlande de troisième division (1) : - Champion : 2011. - Coupe de Finlande (1) : - Vainqueur : 2016. - Coupe de la Ligue finlandaise (1) : - Vainqueur : 2014. - Finaliste : 2016. | - Ligue des champions (0) : - 1 participation. - Ligue Europa (0) : - 2 participations. |

### Bilan européen
Note : dans les résultats ci-dessous, le score du club est toujours donné en premier.
| Saison    | Compétition             | Tour            | Club             | Domicile | Extérieur | Total |
| --------- | ----------------------- | --------------- | ---------------- | -------- | --------- | ----- |
| 2015-2016 | Ligue Europa            | Premier tour Q  | FH Hafnarfjörður | 0 - 1    | 0 - 1     | 0 - 2 |
| 2016-2017 | Ligue des champions     | Deuxième tour Q | BATE Borisov     | 2 - 2    | 0 - 2     | 2 - 4 |
| 2017-2018 | Ligue Europa            | Premier tour Q  | KR Reykjavik     | 0 - 2    | 0 - 0     | 0 - 2 |
| 2022-2023 | Ligue Europa Conférence | Premier tour Q  | Flora Tallinn    | 4 - 2 ap | 0 - 1     | 4 - 3 |
| 2022-2023 | Ligue Europa Conférence | Deuxième tour Q | Lillestrøm SK    | 0 - 1    | 2 - 5     | 2 - 6 |
| 2025-2026 | Ligue Conférence        | Premier tour Q  | KÍ Klaksvík      | 1 - 2    | 0 - 2     | 1 - 4 |

Légende
- Victoire ou qualification pour le tour suivant
- Match nul
- Défaite ou élimination de la compétition

## Joueurs et personnalités du club

### Entraîneurs
Le tableau suivant présente la liste des entraîneurs du club depuis 2008.
| Rang | Nom             | Période |
| ---- | --------------- | ------- |
| 1    | Tommy Dunne     | 2008    |
| 2    | Jari Kujala     | 2008    |
| 3    | Esa Haanpää     | 2009    |
| 4    | Tomi Kärkkäinen | 2010    |

| Rang | Nom              | Période                            |
| ---- | ---------------- | ---------------------------------- |
| 5    | Christoffer Kloo | 1er janvier 2011-13 août 2012      |
| 6    | Simo Valakari    | 1er septembre 2012-17 février 2017 |
| 7    | Sixten Boström   | 17 février 2017-1er juin 2017      |
| 8    | José Manuel Roca | 1er juin 2017-9 septembre 2017     |

| Rang | Nom                | Période                            |
| ---- | ------------------ | ---------------------------------- |
| 9    | Brian Page         | 10 septembre 2017-31 décembre 2017 |
| 10   | Tomi Kautonen      | 1er janvier 2018-21 mai 2018       |
| 11   | Alexei Eremenko Sr | 22 mai 2018-16 août 2019           |
| 12   | Brian Page         | 16 août 2019-31 décembre 2019      |
| 13   | Jani Honkavaara    | 1er janvier 2020-                  |

### Joueurs emblématiques
- Cédric Gogoua
- Jesse Sarajärvi